# Carl Johann Herber
Carl Johann Herber (* 10. Januar 1788 in Nassiedel; † 17. November 1853) war ein deutscher katholischer Theologe.

## Leben
Er besuchte das Gymnasium zu Leobschütz und studierte dann 5 Jahre in Breslau. 1811 wurde er zum Priester geweiht und war Kaplan in Tropplowitz. 1814 wurde er außerordentlicher Professor an der Universität Breslau. 1819 wurde er zum Ordinarius für Kirchengeschichte und Exegese ernannt. 1831 legte er seine Professur nieder und wurde Pfarrer von St. Vinzenz (Breslau).

## Schriften (Auswahl)
- De Versione Latina Vulgata Ex Concilii Tridentini Decreto Sess. IV. Authentica. Breslau 1815, OCLC 1030576760.
- Silesiae sacrae origines. Breslau 1821.